# 小神野由佳
小神野 由佳（おがみの ゆか、1987年1月3日 - ）は、神奈川県出身のグラビアアイドル。
趣味はカラオケ、友達とおしゃぺり。特技はバスケットボール。

## 出演

### ネット配信
- 投票★グラビアオーディション【小神野由佳】（2006年）※イメージビデオ

## ビデオ・DVD
- ゆかじゃらし（2004年、エッジ）
- ゆか缶とろみ仕立て（2005年、ぶんか社）
- Meet the Girl Vol.8 〜水着deデートしてあげる〜（2006年、シーズファクトリー）